# NGC 4108
NGC 4108 ist eine Spiralgalaxie vom Hubble-Typ Sc im Sternbild Drache am Nordsternhimmel. Sie ist schätzungsweise 117 Millionen Lichtjahre von der Milchstraße entfernt und hat einen Durchmesser von etwa 55.000 Lichtjahren.

Im selben Himmelsareal befinden sich die Galaxien PGC 38343 und PGC 38461.
Der Typ-IIP-Supernova-Kandidat ASASSN -15lf wurde hier beobachtet.
Gemeinsam mit NGC 4210, NGC 4221, NGC 4332, NGC 4256, NGC 4513 und PGC 38461 bildet sie die NGC 4256-Gruppe.
Das Objekt wurde am 3. April 1832 vom britischen Astronomen John Herschel entdeckt.